# HSV-2 Swift
Die HSV-2 Swift war ein Hochgeschwindigkeits-Katamaran in militärischer Nutzung der United States Navy und gehörte zur Klasse der sogenannten High Speed Vessels (HSV). Es wurde als Kommandoschiff zur Kriegsführung mit Seeminen und als Experimentierplattform für die Navy und das Marine Corps probehalber eingesetzt. Da es nicht offiziell in Dienst gestellt war, trug das Schiff nicht das Präfix USS. Gebaut wurde es von der auf Katamarane spezialisierten australischen Werft Incat. Inzwischen befindet sich das Schiff in ziviler Nutzung in den Vereinigten Arabischen Emiraten.

## Geschichte
Bei einer gemeinsamen Operation mit der Royal Australian Navy in Osttimor wurde die US Navy auf eines der von den Australiern verwendeten Transportschiffe aufmerksam, die HMAS Jervis Bay, einen Katamaran, dessen Schwesterschiffe in den australischen Küstengewässern als Autofähre dienen.
2001 wurde beschlossen, einen derartigen, umgebauten Katamaran für die militärische Nutzung für vorerst zwei Jahre zu leasen. Damit war die HSV-X1 Joint Venture geboren. Ihre Geschwindigkeit, Vielseitigkeit und Einfachheit überzeugten die Verantwortlichen, und 2002 wurde ein zweiter Katamaran geleast, die TSV-1X Spearhead, eine ehemalige Autofähre, nun im Dienst der United States Army als sogenanntes Theater Support Vessel (TSV). Das X steht in militärischen Bezeichnungen für experimental; das Schiff diente als Advanced Concept Technology Demonstrator (ACTD), also einem einsatzfähigen Produkt, das im Alltag geprüft wird und mit den daraus gewonnenen Erkenntnissen in Serie produziert werden soll.
Die Erkenntnisse aus den HSV-Erprobungen flossen in die nun für den regulären Marinedienst vorgesehene Spearhead-Klasse ein.

## Einsatzprofile

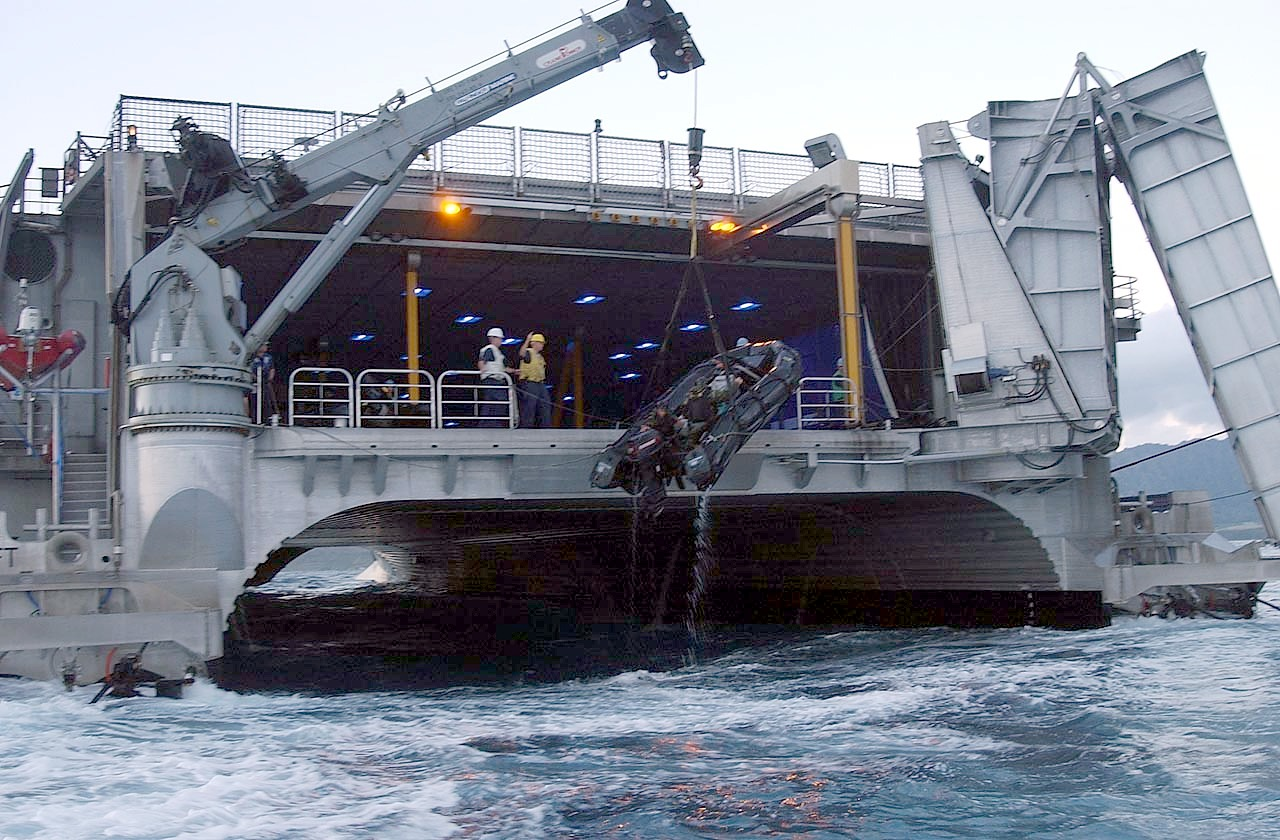
Blick auf das Heck und das offene Ladedeck; Einholen eines Bootes mit dem Kran, rechts die eingeklappte Landungsbrücke

Die Swift ist ein Ergebnis aus diesen Tests, die mit ihren Vorgängerinnen Joint Venture und der Spearhead der US Army gemacht wurde. Insgesamt 75 Verbesserungen wurden eingebracht, nachdem bereits die Spearhead rund 100 Verbesserungen gegenüber der Joint Venture aufwies.
Die Swift weist einen hohen Automatisierungsgrad auf. Computer steuern nahezu jede Funktion auf dem Schiff. Ein System namens Combatss erlaubt die Fernsteuerung vom Ufer aus.
Die Einsatzmöglichkeiten für zukünftige HSVs sind vielfältig. Als Transportschiff erlaubt dieser Schiffstyp, Truppen inklusive deren Material wie z. B. schwere Panzer M1A1 viermal schneller als bisher auf dem Seeweg zu transportieren. Eine weitere Konfiguration ist jene als Kommandoschiff der Kriegsführung mit Seeminen. Dazu würden in die Ladeebene mehrere Anhänger gestellt, in denen die zusätzlichen Truppen schlafen und duschen könnten. Zudem wären zwei Seahawk-Hubschrauber an Bord.
Die Maritime Intercept Operations Configuration beinhaltet das Mitführen von leichten Kampfhubschraubern und kleinen Schnellbooten des Typs RHIB (Rigid-hulled inflatable boat) zum Aufbringen verdächtiger Schiffe auf hoher See. Auch eine Konfiguration als schwimmendes Krankenhaus wäre durch das Beladen mit entsprechenden Modulen auf Lastwagenanhängern möglich.
Des Weiteren bietet sich dieses Schiff an als Operationsbasis für Spezialeinheiten dank seiner hohen Geschwindigkeit, dem geringen Tiefgang, den integrierten Kommandoeinrichtungen, der großen Hubschrauberplattform und der Möglichkeit, Ausrüstung im Laderaum mitzuführen, z. B. Fast Attack Vehicles (FAV), Rigid Hull Inflatable Boats (RHIB), Transporthubschrauber, Kampfhubschrauber als Unterstützung, Seal Delivery Vehicles (SDV) sowie unbemannte Luft-, Wasser- und Unterwasserfahrzeuge. Dadurch bleiben die verschiedenen Teams bis nahe an den Einsatzort beieinander, was Koordinationsprobleme vermindert.

## Einsätze
Die Swift beförderte Truppen in den Irakkrieg, brachte Hilfsgüter im Rahmen der internationalen Hilfe nach dem Seebeben im Indischen Ozean 2004 nach Südostasien und nahm an zahlreichen Manövern, u. a. in Westafrika, in unterschiedlichen Rollen teil. Im September 2005 wurde die Swift zur Unterstützung der Opfer von Hurrikan Katrina vor Louisiana beordert.

### Weiterer Verbleib
Im Juli 2013 kehrte die Swift nach Hobart zu Incat zurück, um für einen Verkauf oder Charter überholt zu werden. Berichten zufolge wurde das Schiff ab Juli 2015 von der National Marine Dredging Company (VAE) eingesetzt.
Huthi-Rebellen behaupteten um den 1. Oktober 2016 herum, die Swift vor der jemenitischen Küste in der Bab al-Mandab-Straße versenkt zu haben. Militärkreise der Vereinigten Arabischen Emirate behaupteten dagegen, das Schiff sei in einen „Vorfall“ verwickelt gewesen, bei dem es keine Verletzten gab. Ob es Beschädigungen gegeben habe, wurde nicht gesagt. Während Saudi-Arabien angab, sein Militär habe am Morgen des 1. Oktober 2016 Passagiere von einem beschädigten Schiff der VAE gerettet. Eine ungenannt bleibende Quelle aus dem US-Verteidigungsministerium gab an, dass vier von der Schulter abgefeuerte Raketen („shoulder-fired rockets“) für den Angriff benutzt worden. Demgegenüber gaben die Huthi-Rebellen an, es sei eine C-802-/Noor-Rakete gewesen. Andere Quellen aus dem US-Verteidigungsministerium berichteten, dass die Swift ab 3. Oktober 2016 nach Eritrea geschleppt wurde.
Fotos vom 5. Oktober 2016 zeigen das Schiff ausgebrannt, aber schwimmfähig.

## Zitate

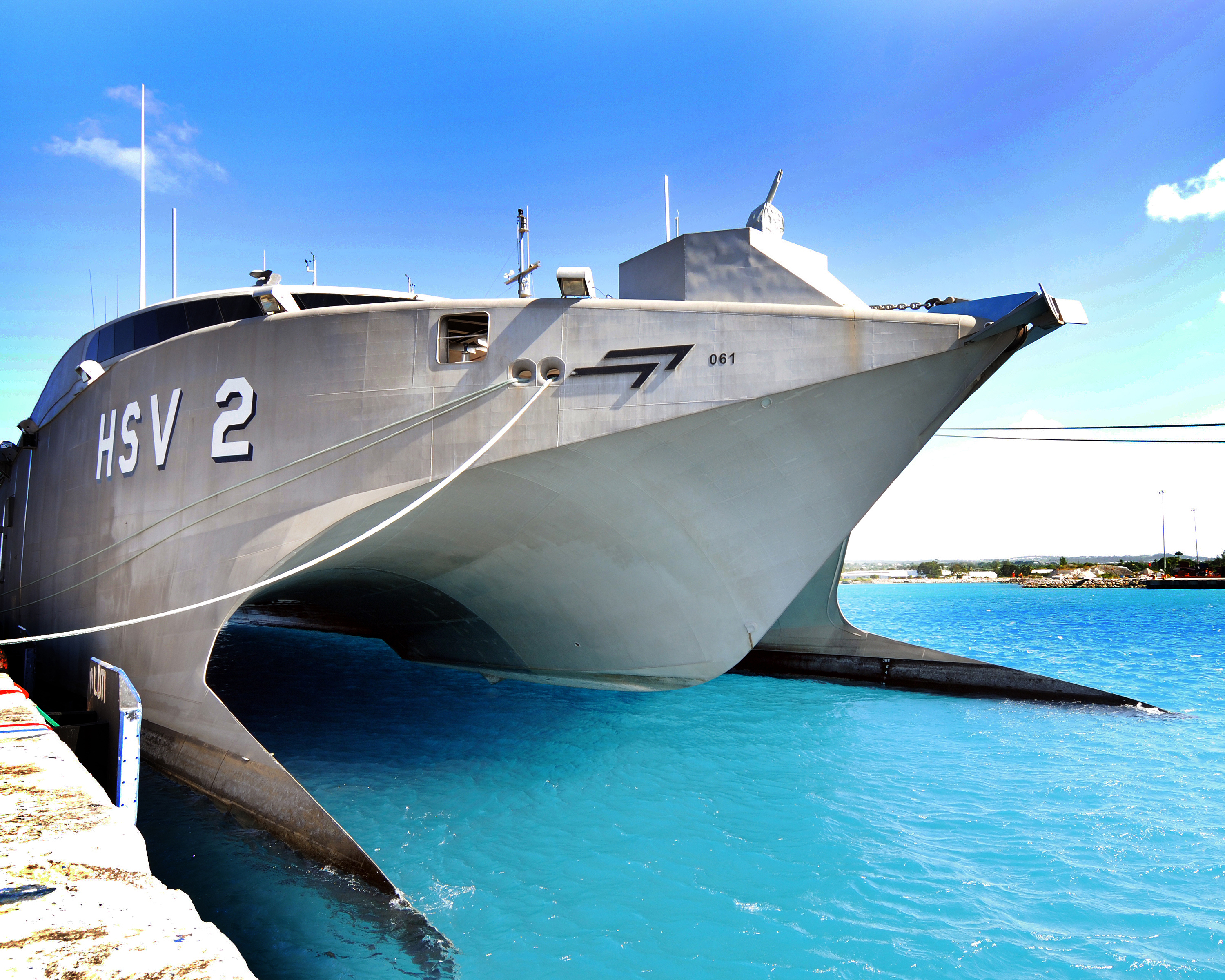
Blick auf dem Katamaran-Bug der Swift

“I can tell you that Incat has hit a home run with this ship! What an awesome piece of equipment. We have had minimal problems during a higher than designed or intended operation tempo. The vessel is near perfect for the intended U.S. Army mission, and in 18 plus years of driving and working about boats, I’ve never had so much fun. We hit and sustained 48.7 knots running down the coast of Qatar, unbelievable.”

„Ich kann Ihnen sagen, dass Incat [Anm.: die Herstellerfirma] mit diesem Schiff einen Volltreffer gelandet hat! Was für ein beeindruckendes Kriegsgerät. Selbst als wir schneller fuhren, als für was das Schiff ausgelegt ist, hatten wir nur minimale Probleme. Das Boot ist nahezu perfekt für die vorgesehene Mission der U.S. Army, und in mehr als 18 Jahren auf See hatte ich noch nie soviel Spaß. Wir erreichten und hielten eine Geschwindigkeit von 48,7 Knoten [über 90 km/h], während wir an der Küste von Qatar entlangfuhren, unglaublich.“